# Л.П. Вацола (Тревизо)
Л.П. Вацола је насеље у Италији у округу Тревизо, региону Венето.
Према процени из 2011. у насељу је живело 75 становника. Насеље се налази на надморској висини од 27 м.